# Zlín (stad)
Zlín (Duits: Zlin) (naam van 1949 tot 1990: Gottwaldov) is een stad in de Tsjechische regio Zlín aan de rivier Dřevnice. De stad is bekend geworden door het bedrijf Bata Schoenen.

## Geschiedenis
De oudste vermelding van Zlín stamt uit 1332. In 1397 kreeg Zlín stadsrechten.

### Het Tomáš Baťa-tijdperk (1894-1932)
In 1894 was Zlín een klein stadje, met zo'n 3000 inwoners. Nadat Tomáš Baťa in dat jaar een schoenfabriek opende groeide de stad snel. Tijdens de Eerste Wereldoorlog werd Bata Schoenen leverancier van schoenen aan het Oostenrijk-Hongaarse leger. Dit zorgde voor een snelle economische groei en verbetering van de welvaart in de stad. Tomáš Baťa werd in 1923 tot burgemeester van Zlín gekozen. Hij schreef een wedstrijd uit voor architecten om een ideale stad te ontwerpen. De wedstrijd werd gewonnen door de Tsjechische architect František Gahura, die ervoor heeft gezorgd dat de stad (nu nog steeds) een van de beste voorbeelden van constructivistische architectuur is.
In 1932 nam de zoon van Tomáš, Tomáš J. Baťa, het bedrijf, na de dood van zijn vader in een vliegtuigongeval. In 1939 werd Tomáš junior door de nazi's gedwongen te vertrekken, waarna hij naar Canada vertrok. In Canada stichtte hij een nieuwe fabriek en nog een modelstad: Batawa. De fabriek in Zlín werd eigendom van de staat en kreeg een nieuwe naam: Svit.

### Na de Tweede Wereldoorlog
In 1948 werd Zlín samengevoegd met een aantal omliggende gemeenten. Samen gingen zij de stad Gottwaldov vormen, genoemd naar de eerste communistische president van Tsjechoslowakije, Klement Gottwald. Ook werd bandenmerk Barum (thans een dochterbedrijf van Continental AG) dat jaar in Zlín opgericht.
In 1961 ontstond het Zlín Filmfestival, dat van een lokaal evenement zou uitgroeien tot een groot internationaal evenement. Het evenement is het oudste filmfestival ter wereld dat gericht is op kinder- en jeugdfilms. 
In 1989, na de Fluwelen Revolutie, werd de naam van de hele stad Gottwaldov weer Zlín. Tomáš J. Baťa kwam terug uit Canada en begon in Zlín met de verdere uitbreiding van Bata. De gebouwen van Bata worden tegenwoordig nog steeds gebouwd in de jaren-30 stijl van František Gahura, met veel bakstenen, beton en glas.
Sinds 2000 is de Tomáš-Baťa-Universiteit in Zlín gevestigd.

## Bezienswaardigheden

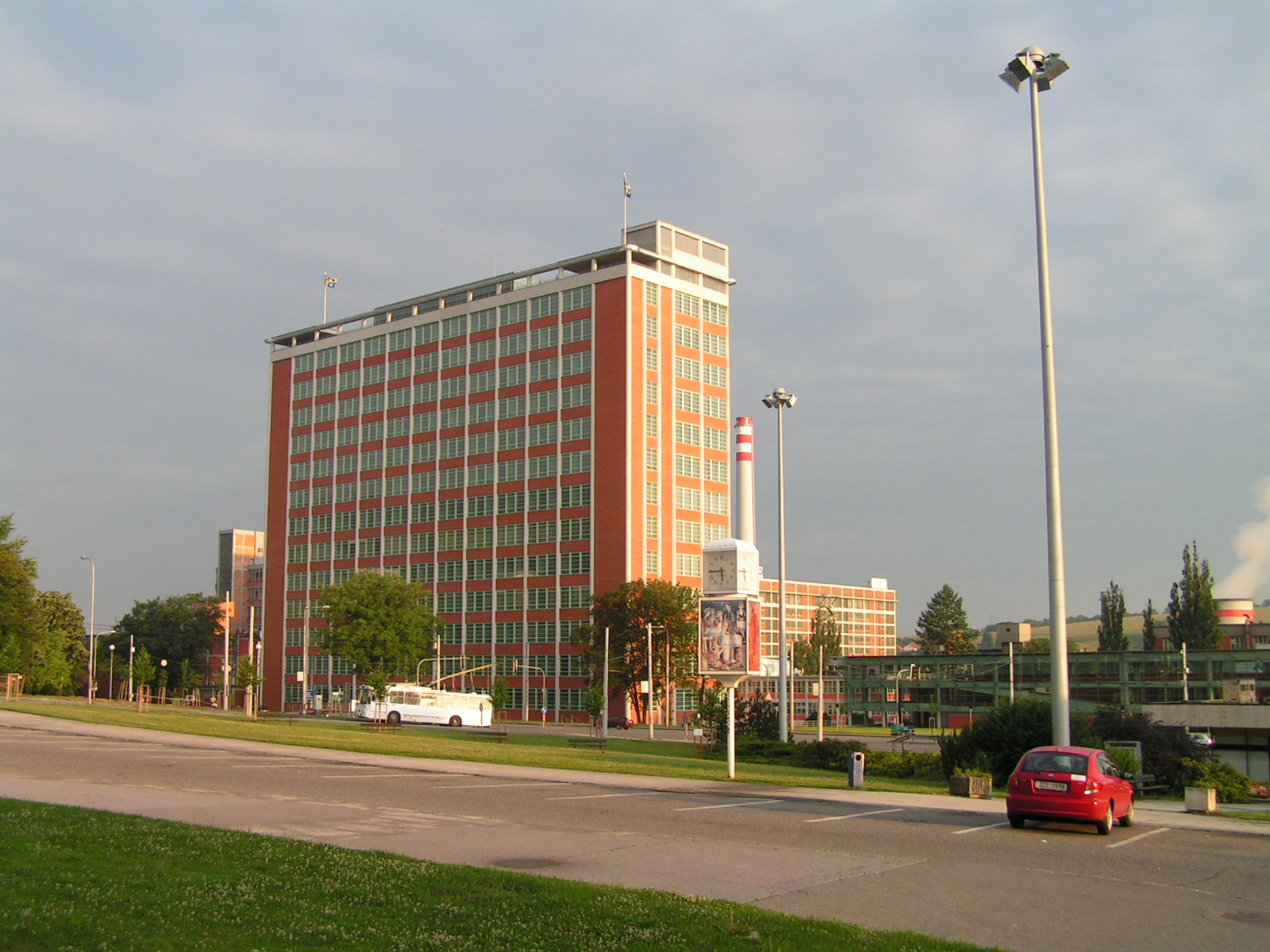
De 16 verdiepingen hoge schoenenfabriek

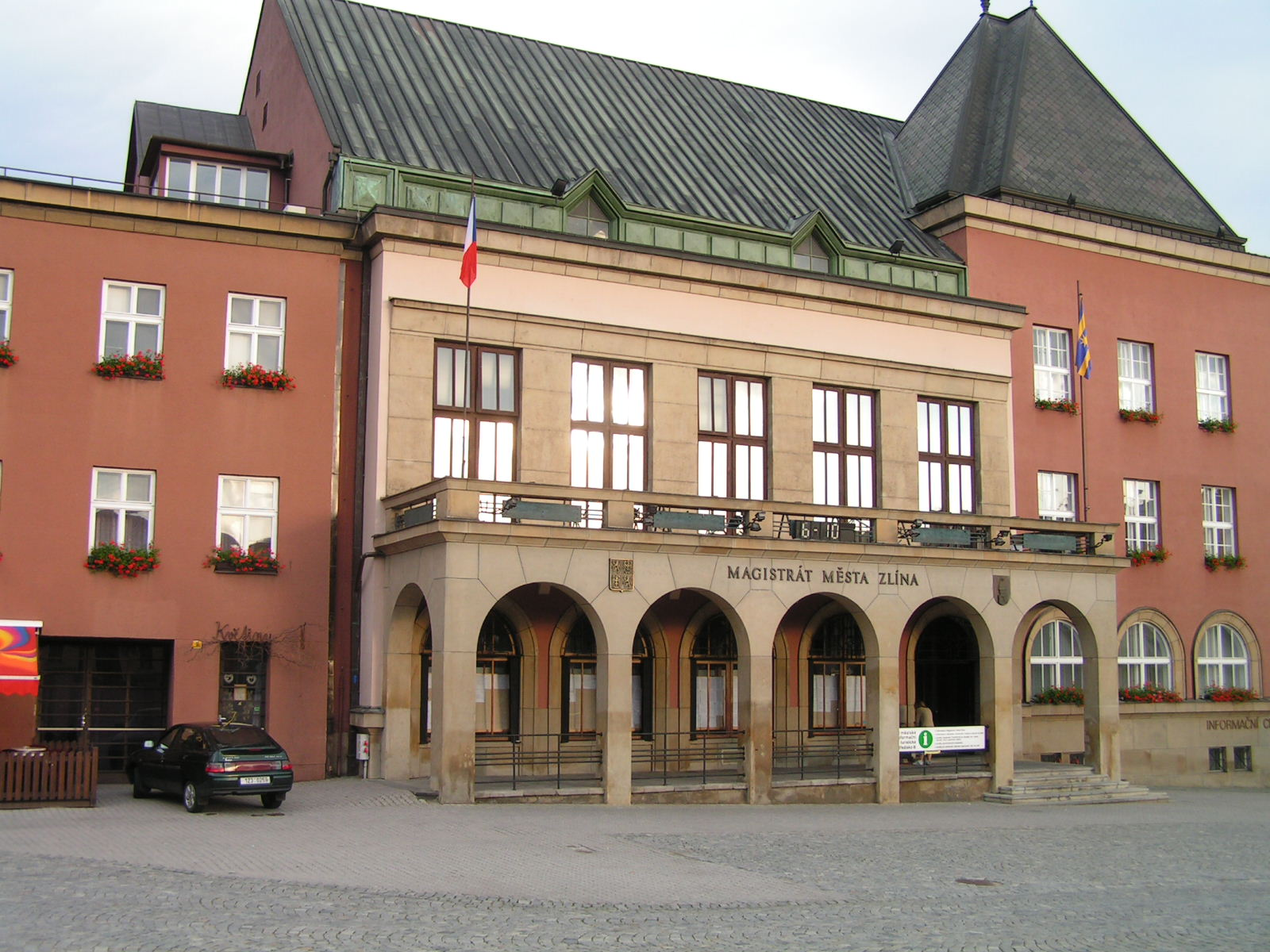
Het stadhuis van Zlín

- In de oude Batafabriek van zestien verdiepingen zit nu o.a. een schoenenmuseum (Obuvnické Muzeum). Op het moment van de bouw in 1938 was dit met 77,5 meter het hoogste gebouw van Tsjechoslowakije. Ook is er het kantoor van Tomáš Baťa te zien, gevestigd in een lift.
- De villa van Tomáš Baťa, gebouwd in 1911, was een van de eerste gebouwen in de modelstad Zlín. Het gebouw is nu het hoofdkwartier van de Thomas Bata Foundation.
- Het hoogste appartementsgebouw in de stad is 21. In het gebouw is een grote lift die ingericht is als kantoorruimte, met bureaus, stoelen en een wasbak waar water uitkomt.[1] Ook beschikt het gebouw over een van de langst in gebruik zijnde paternosterliften.[1]
- De dierentuin van Zlín.

## Stedenbanden
- Groningen (Nederland)
- Altenburg (Duitsland)
- Limbach-Oberfrohna (Duitsland)
- Chorzów (Polen)
- Izegem (België)
- Romans-sur-Isère (Frankrijk)
- Sesto San Giovanni (Italië)
- Trenčín (Slowakije)

## Personen

### Geboren in Zlín
- Tomáš Baťa (1876-1932), oprichter van schoenenfabriek Bata en burgemeester van Zlín 1923-1932
- Tom Stoppard (1937), Engels toneelschrijver
- Ivana Trump (1949-2022), Olympisch skiester, model en zakenvrouw, ex-echtgenote van Donald Trump
- Tomáš Dvořák (1972), meerkamper
- Jiří Novák (1975), tennisser
- Jan Čelůstka (1982), triatleet
- Tomáš Kostka (1984), autocoureur Galactic
- Zuzana Kuršová (2003), schaatsster

### Andere bekende inwoners
- Janek Rubeš, een Tsjechisch verslaggever, documentairemaker en vlogger studeerde in Zlín